# Maro-myeon
Maro-myeon (koreanska: 마로면) är en socken i kommunen Boeun-gun i provinsen Norra Chungcheong i den centrala delen av Sydkorea, 150 km sydost om huvudstaden Seoul.